# Wim Thoelke
Wim Thoelke (* 9. Mai 1927 in Mülheim an der Ruhr als Georg Heinrich Wilhelm Thölke; † 26. November 1995 in Niedernhausen) war ein deutscher Showmaster, der unter anderem die Quizsendung Der Große Preis moderierte.

## Leben

### Anfänge
Kurz vor Ende des Zweiten Weltkriegs wurde Thoelke im Jahr 1944 zunächst zum Reichsarbeitsdienst abkommandiert und schließlich noch zur Luftwaffe eingezogen. Er bekam eine kurze Fliegerausbildung, kam aber nicht mehr zum Einsatz, weil er in den letzten Kriegstagen eine Granatsplitterverletzung erlitten hatte.
Er legte sein Abitur am Mercator-Gymnasium in Duisburg ab und begann zum Sommersemester 1948 ein Jura-Studium an der Universität zu Köln. 1951 begann er anstelle des Referendariats eine Dissertation über das Thema „Rechtliche, insbesondere urheberrechtliche Probleme des Fernsehens“. Anschließend war Thoelke sieben Jahre lang Geschäftsführer des Deutschen Handballbundes mit Sitz in Dortmund.
In dieser Funktion hatte er bei einer Schiedsrichtertagung 1953 in Karlsruhe sein Tonbandgerät dabei, um ein Protokoll zu diktieren. Der Sportleiter des SDR bat ihn daraufhin, doch einen Bericht für seinen Sender anzufertigen. Am nächsten Tag fielen alle Fußballspiele wegen schlechten Wetters aus und sein zehnminütiger Bericht wurde mangels Ereignissen von allen Rundfunkanstalten gespielt. Einen Monat später bat daraufhin der WDR um den Kommentar zur Hallenmeisterschaft in der Dortmunder Westfalenhalle, da ein Reporter ausfiel, und anschließend der NDR um einen Beitrag für ein Länderspiel in Prag, weil der eigene Reporter sein Visum nicht rechtzeitig bekommen hatte.
1959 zog Thoelke nach Stuttgart und war als Vermögensverwalter für einen Kunden tätig. Daneben arbeitete er als freier Reporter für den SDR und inzwischen auch für das Fernsehen. Im Anschluss daran wurde er kaufmännischer Leiter bei der Bavaria Fluggesellschaft.

### Festanstellung beim ZDF
Ende 1962 bot ihm das gerade gegründete Zweite Deutsche Fernsehen eine Position als Leiter der Sportredaktion an. Wim Thoelke war 1963 auch als Nachrichtensprecher in den ersten heute-Sendungen zu sehen. Die Sendung Aktuelles Sportstudio entwickelte sich zu einer der erfolgreichsten Sendungen des Senders, die Thoelke bis zum Frühjahr 1970 insgesamt 115-mal präsentierte – zusammen mit Rainer Günzler und Dieter Kürten gehörte er zu den bekanntesten Sportmoderatoren des ZDF.

### Freier Mitarbeiter beim ZDF
Nach dem Ende der Shows Vergißmeinnicht von Peter Frankenfeld und Der goldene Schuß  von Lou van Burg ergab sich 1970 eine Lücke im Unterhaltungsprogramm, woraufhin Wim Thoelke um eine neue Show gebeten wurde. Er sagte zu, bat aber im Gegenzug darum, von nun an als freier Mitarbeiter tätig zu sein. Die Sendungen Drei mal Neun und die Nachfolgesendung Der Große Preis, die enorme Spendengelder für die Aktion Sorgenkind einspielten, entstanden. Besonders markant waren seine gemeinsamen Auftritte mit dem von Loriot gezeichneten und gesprochenen Hund Wum, der ihn mit einem langgezogenen „Thöööölke“ rief. Diesem gesellte sich später noch der ebenfalls von Loriot geschaffene Elefant Wendelin und ein Außerirdischer in einem kleinen Raumschiff, der Blaue Klaus, hinzu. Am 10. Dezember 1992 moderierte Thoelke den Großen Preis zum letzten Mal, ausdrücklich mit dem Wunsch, die Sendung danach einem jüngeren Moderator zu übergeben. Er soll daher gekränkt gewesen sein, als das ZDF stattdessen Hans-Joachim Kulenkampff zu seinem Nachfolger machte, der einige Jahre älter als Thoelke war. In der Sendung Wortwechsel des SDR von 1992 im Gespräch mit Gabriele von Arnim nimmt er darauf Bezug.

### Nach demGroßen Preis
Thoelke leitete beim ZDF von 1990 bis 1994 die Sendung Klassentreffen, in der Prominente auf ehemalige Klassenkameraden trafen und über die gemeinsame Schulzeit sprachen. Im Januar 1993 erhielt er bei den ARD-Sendern SFB und MDR eine eigene Talkrunde Talk Thoelke.

### Weitere Tätigkeiten
Wim Thoelke hatte seit Arbeitsbeginn beim Handballbund ständig Nebentätigkeiten, wobei er sich besonders für Flugzeuge interessierte. Die Luftfahrt-Aktivitäten begannen bei einem Unternehmer in Dortmund, der Flüge zu den Nordseeinseln anbot, und reichten bis zur zweimaligen Gründung einer Luftfahrtgesellschaft. Einer dieser Fälle war die Montana: Thoelke kannte einen Lizenzhalter für große Flugzeuge in Österreich, dessen Lizenz bald verfallen würde. Ihm gelang es, Geldgeber zu finden, eine Boeing 707 zu kaufen und tatsächlich einen regulären Flugbetrieb mit Passagieren einzurichten.
Auch im Handel mit Oberbekleidung war Thoelke aktiv; schon in den 1950er Jahren fuhr er nach Paris, um mit verschiedenen Couturiers ins Gespräch zu kommen. Mit zunehmender Bekanntheit vertrat er vor allem seine Firmen auf Messen und bei Verhandlungen. Für eine Hose für wechselnde Bauchumfänge, die Dehnbundhose, ließ er sich sogar einen Gebrauchsmusterschutz eintragen. Der Hersteller musste dann allerdings Konkurs anmelden, so dass keinerlei Gewinn zustande kam.
Automobile spielten ebenfalls eine Rolle: In den 1960er Jahren erwarb er einen 16.000 DM teuren Sportwagen des kleinen englischen Rennwagenbauers Ginetta mit strömungsgünstiger Kunststoffkarosserie und bestückte ihn mit einem leistungsgesteigerten DKW-Motor von Mantzel. Über dieses Auto wurde im Magazin Stern berichtet, woraufhin sich zahlreiche Interessenten meldeten. Das Projekt konnte aber nicht rechtzeitig fertiggestellt werden, geriet nach der Teilnahme des Fahrzeugs am 1000 km-Rennen auf dem Nürburgring in Vergessenheit und musste schließlich eingestellt werden.
In den 1970er Jahren sah Thoelke gute Chancen für die gerade auf dem deutschen Markt erschienenen Mitsubishi-Modelle und gründete die Mitsubishi-Niederlassung in Frankfurt am Main. Das Unternehmen wurde für ihn zu einem finanziellen Debakel, da ihn ein Geschäftspartner seit den 1980er Jahren um Millionenbeträge betrog.
Daneben präsentierte Wim Thoelke zahlreiche Produktvorstellungen, Firmenjubiläen und dergleichen.
Im Jahre 1975 machte er seinen Flugschein und war fortan begeisterter Hobbypilot.

### Tod
Im Jahr 1991 musste Wim Thoelke sich einer Bypass-Operation unterziehen. Er erlag am 26. November 1995 im Alter von 68 Jahren in seinem Haus bei Wiesbaden seinem langjährigen Herzleiden. Er wurde auf dem Friedhof seiner Heimatgemeinde Niedernhausen-Engenhahn beigesetzt, in der er seit 1982 gelebt hatte.

### Familie
Thoelke war verheiratet und hatte zwei Kinder, darunter den ehemaligen Automobilrennfahrer Jan Thoelke.

## Trivia
- Thoelke veröffentlichte 1979 bei Polydor die Schallplatte Ich pfeif’ Euch was, auf der er Schlager auf der Blockflöte spielte, unterstützt von einem Orchester.[9]
- Seine Der Große Preis-Assistentin Beate Hopf war als spätere SFB-Unterhaltungschefin bei der Talksendung Talk Thoelke quasi Wim Thoelkes Vorgesetzte.[10]

## Auszeichnungen
- 1966: Goldene Kamera in der Kategorie Teamkamera für Das aktuelle Sport-Studio
- 1970: Bambi
- 1975: Goldene Kamera in der Kategorie Bester Spielshow-Moderator für Drei mal Neun und Der große Preis (3. Platz Hörzu-Leserwahl)